# Dirtsman
Patrick Thompson (1966 - 21 de diciembre de 1993), más conocido como Dirtsman, fue un DJ de dancehall jamaicano.

## Biografía
Nacido en Spanish Town el 4 de marzo de 1965, Thompson era hijo del propietario del Black Universal Sound System y hermano del DJ Papa San.
Aunque inició su carrera con la compañía de su padre, más tarde cambió a Creation Rock Tower System con sede en Willowdene. Grabando desde mediados de la década de 1980, los mayores éxitos de Dirtsman fueron "Thank You", producido por Steely & Clevie y "Hot This Year", producido por el productor neoyorquino Philip Smart. Firmó un contrato con BMG pero su carrera se vio truncada cuando cuatro pistoleros le quitaron la vida el 21 de diciembre de 1993.